# Empis flavescens
Empis flavescens är en tvåvingeart som först beskrevs av Rossi 1794.  Empis flavescens ingår i släktet Empis och familjen puckeldansflugor.
Artens utbredningsområde är Italien. Inga underarter finns listade i Catalogue of Life.